# Fischer Lajos (főhadnagy)
Nagyszalatnyai báró Fischer Lajos (Pavia, 1855. február 28. – Mwanza, 1892. július 2.) császári és királyi főhadnagy, Afrika-utazó.

## Élete
Báró Fischer Sándor és Serényi Erzsébet grófnő fia volt, a 6. számú huszárezredben szolgált. Mint Afrika-utazó rövid idő alatt nagy tekintélyre emelkedett. 1891. év őszén vezette a rabszolgaság ellen működő Német Kelet-Afrika Társaság expedícióját Zanzibárból a Viktória-tó (akkori nevén Ukerewe) mellékére. 1892. április 14-én érték el a tavat. május 12-én magas lázzal járó trópusi betegségben (valószínűleg maláriában) megbetegedett és nemsokára rá megvakult a jobb szemére, éspedig közvetlenül az expedíciónak az Ukerewe tóhoz érkezte előtt. Betegsége ellenére minden erejével közreműködött az állomás fölépítésénél. Május 22. után egészen megvakult, de annyira el is gyöngült, hogy ágyba kellett feküdnie. Orvosságot nem akart bevenni, mert a kinin fokozta fülzúgását, melyet különben is alig bírt már elviselni. A láz június 3-áig tartott. Néha fel is kelt ágyából, de már június 30. után többé nem volt képes ágyát elhagyni, sőt gyakran magánkívül volt, mígnem elhunyt. Holttestét a Mwanza közelében július 3-án temették el. A koporsót zászlókkal díszítették föl és a gyarmati katonák sortűzzel kísérték sírjába.

## Művei
Könyvet nem írt, természettudományi (főleg ornitológiai) cikkei osztrák és magyar lapokban jelentek meg.
- A Mittheil. des Ornith. Vereins in Wien c. gyűjteményben: (1882. Schlussliste von 6. bis 14. October 1881. zu Pomogy, Beobachtungen am Neusiedlersee, 1883. Ornithologische Beobachtungen vom Neusiedlersee, Im Kapuvarer Erlenwalde, 1884. Notiz über zwei überwinterte Staare, 1885. Herbst- und Winterbeobachtungen am Neusiedlersee und Hanság, Ein interessanter Enten-Bastard, Ankunft von Motacilla alba in Hanság)
- A Vadászlapban (1887. A Hanságból)
- Egy Lóczy Lajoshoz intézett magyar levelét a tanganyikai Bukumbiból 1892. máj. 5. közölte a Földrajzi Közlemények (1892)
- Utolsó levelét pedig, melyet Höhnel Lajos osztrák-magyar sorhajó hadnagyhoz intézett, Hevesi L. jelentette meg a Fremdenblattban (1892. nov. 10. sz.)